# Carl Wilhelm Freundlich
Carl Wilhelm Freundlich (* 12.jul. / 24. Februar 1803greg. in Kuressaare, Insel Saaremaa; † 9.jul. / 21. Januar 1872greg. in Kaigu, Insel Muhu) war ein estnischer Schriftsteller.

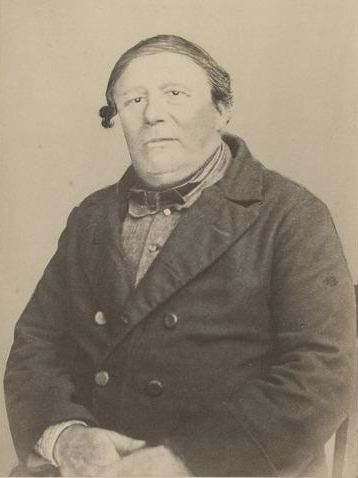
Carl Wilhelm Freundlich

## Leben und literarisches Werk
Carl Wilhelm Freundlich wurde auf der Insel Saaremaa geboren. Sein Vater war schwedischer Herkunft und fiel in russischen Diensten 1812 in der Schlacht an der Beresina. Die Mutter Kristine war anschließend Haushälterin auf Saaremaa. Ihr Sohn Carl Wilhelm begann dort 1821 zunächst eine Schreinerlehre.
Carl Wilhelm Freundlich war von 1825 bis zu seinem Tod 1872 Küster auf der estnischen Ostseeinsel Muhu. Daneben war er als protestantischer Schullehrer, Gemeindeschreiber, Imker und Förster tätig. Freundlich war im Geist der Volksaufklärung stark publizistisch engagiert. Er wollte vor allem den Bildungsstand der estnischen Landbevölkerung heben. Freundlich arbeitete mit der estnischen Zeitung Perno Postimees zusammen, schrieb für die estnische Kalenderliteratur und übersetzte Geschichten und Gedichte ins Estnische. Von ihm stammen auch zwei praktische Ratgeber für Landwirte: Pöllomehhe ait (1849) und Pöllomees (1864).
Daneben schrieb Freundlich selbst. Seine Werke sind oft in einem sentimentalen und belehrenden Ton gehalten. Die bekanntesten Prosatexte sind Siin on Magdeburgi-linna hirmsast ärarikkumisest. Muhho-maa hundi jahhist. Jännese õhkamisest ja Rhhepappist luggeda. (1837) und Appolonius, Tirusse ja Sidoni kunningas (1846).
In den Lyriksammlungen von Berend Gildenmann veröffentlichte Freundlich über fünfzig Gedichte. Freundlichs Lyrik behandelt meist Ereignisse aus dem bäuerlichen Leben. Seine Knittelverse waren unter der Landbevölkerung beliebt und weit verbreitet. Zu den bekanntesten Gedichten zählen Saaremaa mehe mõtted 1846. aastal, Teomehe elust, Kalakese truudus und Hobuse õhkamine. Carl Wilhelm Freundlich schuf damit die Grundlagen für eine eigene estnische Lyriktradition. Er ist heute weitgehend vergessen.

## Gedichtsammlungen
- Aedlikkud ello-luggud (1857)
- Aedlikkud laulud (postum, 1879)

## Privatleben
Carl Wilhelm Freundlich heiratete 1835 Frederike Wilhelmine Hoffmann (1813–1872). Das Paar hatte drei Söhne und zwei Töchter.